# オンサーガーの相反定理
オンサーガーの相反定理（オンサーガーのそうはんていり、英語: Onsager reciprocal relations）とは、熱力学において、平衡から外れているが局所的に平衡状態にあるとみなせる系での流れと「熱力学的な力 thermodynamic force(s)」との関係に関する定理である。
熱力学的な力とはたとえば、系の温度や圧力の勾配のことである。系内に温度差があれば高温部から低温部へ熱の流れが生じ、圧力差があれば高圧部から低圧部へ物質の流れが生じる。そして温度と圧力の両方に差がある場合には、圧力差が熱の流れを生み出し温度差が物質の流れを生み出すという「交差関係」が実験的に明らかにされている。
ここで、圧力差当りの熱の流れと温度差当りの密度（物質）の流れが等しい、というのが相反定理である。同じような相反関係は他の様々な力と流れの間にも成り立つ（たとえばゼーベック効果とペルティエ効果など）。
この定理は1931年にラルス・オンサーガーによって微視的な時間に関する対称性から統計力学的に導かれた。時間対称性が成り立たない磁場や回転がない場合にのみ成り立つ。統計力学では揺動散逸定理に含まれる。

## 例：流体系

### 熱力学的なポテンシャル、力、流れ
最も基本的な熱力学的ポテンシャルは内部エネルギーである。流体系では、エネルギー密度 u は次のように物質密度 r とエントロピー密度 s に依存する：
{\displaystyle \mathrm {d} u=T\mathrm {d} s+m\mathrm {d} r\,.}
ここで T は温度、 m は圧力と化学ポテンシャルを合わせたものである。これは次のように書き直せる：
{\displaystyle \mathrm {d} s={\frac {1}{T}}\mathrm {d} u-{\frac {m}{T}}\mathrm {d} r\,.}
示量性状態量である u および r は保存され、次の連続方程式を満たす：
{\displaystyle \partial _{t}u+\nabla \cdot \mathbf {J} _{u}=0\,,}
および 
{\displaystyle \partial _{t}r+\nabla \cdot \mathbf {J} _{r}=0\,.}
ただし {\displaystyle \partial _{t}} は時間 t に関する偏微分、 {\displaystyle \nabla \cdot \mathbf {J} } はベクトル J の発散を表す。
変数 u および r の勾配、すなわち 1/T および −m/T は熱力学的な力であり、それぞれ対応する示量性変数の流れを起こす。
物質の流れがない場合は
{\displaystyle \mathbf {J} _{u}=k\,\nabla {\frac {1}{T}}}
で、熱の流れがない場合は
{\displaystyle \mathbf {J} _{r}=-k'\,\nabla {\frac {m}{T}}}
となる（k とk' は定数）。ただしここでは {\displaystyle \nabla A} はスカラー量 A の勾配を表す。

### 相反関係
この例では、熱と物質の流れが両方あり、流れと力との関係に“交差項”があるとする。比例定数（輸送係数）を L と書く。
{\displaystyle \mathbf {J} _{u}=L_{uu}\,\nabla {\frac {1}{T}}-L_{ur}\,\nabla {\frac {m}{T}}\,,}
および
{\displaystyle \mathbf {J} _{r}=L_{ru}\,\nabla {\frac {1}{T}}-L_{rr}\,\nabla {\frac {m}{T}}\,.}
オンサーガーの相反定理は“交差係数” Lur と Lru が等しいことを主張するものである。 比例関係は次元解析から導かれる（両係数は時間×質量密度という同じ次元となる）。

## 一般的な定式化
エントロピー S が示量変数 Ei の組で表せるとする。
{\displaystyle S=S(\mathbf {E} )\,.}
このときエントロピー S (E) の全微分は以下の形で与えられる。
{\displaystyle \mathrm {d} S(\mathbf {E} )=\sum _{i}{\frac {\partial S(\mathbf {E} )}{\partial E_{i}}}\mathrm {d} E_{i}\,.}
エントロピーおよび熱力学変数 Ei の示量性から、微係数 ∂S/∂Ei は示強的である。
{\displaystyle {\frac {\partial S(\lambda \mathbf {E} )}{\partial (\lambda E_{i})}}={\frac {\lambda }{\lambda }}{\frac {\partial S(\mathbf {E} )}{\partial E_{i}}}={\frac {\partial S(\mathbf {E} )}{\partial E_{i}}}.}
これらの、示量変数 Ei に共役な示強変数 を Ii と表す：
{\displaystyle I_{i}:={\frac {\partial S}{\partial E_{i}}}\,.}
熱力学的な力は示強変数 I の勾配として定義される：
{\displaystyle \mathbf {F} _{i}=-\nabla I_{i}\,.}
そしてこれらは示量変数の流れ Ji を生み出し、次の連続の方程式を満たす。
{\displaystyle \partial _{t}E_{i}+\nabla \cdot \mathbf {J} _{i}=0\,.}
流れは熱力学的な力に比例し、比例定数は対称行列 L となる：
{\displaystyle \mathbf {J} _{i}=\sum _{j}L_{ij}\mathbf {F} _{j}\,.}
従って示量変数の時間発展は以下の形で与えられる。
{\displaystyle \partial _{t}E_{i}=\nabla \cdot \sum _{j}L_{ij}\,\nabla I_{j}\,.}
ここで行列 σ を導入すると、
{\displaystyle \sigma _{ij}={\frac {\partial E_{i}}{\partial I_{j}}}}
次のようにまとめられる。
{\displaystyle \sum _{j}\sigma _{ij}\,\partial _{t}I_{j}=\nabla \cdot \sum _{j}L_{ij}\,\nabla I_{j}\,.}